# Douzième circonscription des Bouches-du-Rhône
La douzième circonscription des Bouches-du-Rhône est l'une des 16 circonscriptions législatives que compte le département français des Bouches-du-Rhône (13), situé en région Provence-Alpes-Côte d'Azur.
Elle est représentée à l'Assemblée nationale, lors de la XVIIe législature de la Cinquième République, par Franck Allisio, député Rassemblement national (RN).

## Description géographique et démographique

### 1986-2012
La douzième circonscription des Bouches-du-Rhône est située à l'ouest de la ville de Marseille. Centrée autour de l'étang de Berre et de la ville de Marignane, elle regroupe un territoire qui s'est fortement urbanisé au cours des dernières décennies. Elle regroupe les cantons suivant :
- Canton de Berre-l'Étang
- Canton de Châteauneuf-Côte-Bleue
- Canton de Marignane
- Canton de Vitrolles

### Depuis 2012
Depuis le Redécoupage des circonscriptions législatives françaises de 2010, la circonscription comprend les cantons suivants :
- canton de Châteauneuf-Côte-Bleue
- canton de Marignane
- canton de Vitrolles

| Nom                       | Code Insee | Intercommunalité                   | Superficie (km2) | Population (dernière pop. légale) | Densité (hab./km2) |
| ------------------------- | ---------- | ---------------------------------- | ---------------- | --------------------------------- | ------------------ |
| Carry-le-Rouet            | 13021      | Métropole d'Aix-Marseille-Provence | 10,1             | 5 717 (2022)                      | 566                |
| Châteauneuf-les-Martigues | 13026      | Métropole d'Aix-Marseille-Provence | 31,65            | 18 364 (2022)                     | 580                |
| Ensuès-la-Redonne         | 13033      | Métropole d'Aix-Marseille-Provence | 25,83            | 5 796 (2022)                      | 224                |
| Gignac-la-Nerthe          | 13043      | Métropole d'Aix-Marseille-Provence | 8,64             | 10 030 (2022)                     | 1 161              |
| Le Rove                   | 13088      | Métropole d'Aix-Marseille-Provence | 22,97            | 5 205 (2022)                      | 227                |
| Marignane                 | 13054      | Métropole d'Aix-Marseille-Provence | 23,16            | 33 164 (2022)                     | 1 432              |
| Saint-Victoret            | 13102      | Métropole d'Aix-Marseille-Provence | 4,73             | 6 689 (2022)                      | 1 414              |
| Sausset-les-Pins          | 13104      | Métropole d'Aix-Marseille-Provence | 12,1             | 7 556 (2022)                      | 624                |
| Vitrolles                 | 13117      | Métropole d'Aix-Marseille-Provence | 36,58            | 36 612 (2022)                     | 1 001              |

La population légale au sein de cette circonscription en 2022 est de 129 133 habitants.

## Historique des résultats
| Législature | Début de mandat | Fin de mandat  | Député          | Parti politique | Observations |
| ----------- | --------------- | -------------- | --------------- | --------------- | --- |
| IXe         | 23 juin 1988    | 1er avril 1993 | Henri d'Attilio | PS              | Maire de Châteauneuf-les-Martigues |
| Xe          | 2 avril 1993    | 21 avril 1997  | Henri d'Attilio | PS              | Maire de Châteauneuf-les-Martigues Mandat écourté à la suite d'une dissolution parlementaire décidée par Jacques Chirac.                                                   |
| XIe         | 12 juin 1997    | 18 juin 2002   | Henri d'Attilio | PS              | Maire de Châteauneuf-les-Martigues |
| XIIe        | 19 juin 2002    | 19 juin 2007   | Éric Diard      | UMP             | Maire de Sausset-les-Pins |
| XIIIe       | 20 juin 2007    | 19 juin 2012   | Éric Diard      | UMP             | Maire de Sausset-les-Pins |
| XIVe        | 20 juin 2012    | 20 juin 2017   | Vincent Burroni | PS              | Conseiller général du canton de Châteauneuf-Côte-Bleue Maire de Châteauneuf-les-Martigues                                                                                  |
| XVe         | 21 juin 2017    | 21 juin 2022   | Éric Diard      | LR              | Maire de Sausset-les-Pins |
| XVIe        | 22 juin 2022    | 9 juin 2024    | Franck Allisio  | RN              | Conseiller municipal de Marseille Conseiller régional de Provence-Alpes-Côte-d'Azur Mandat écourté à la suite d'une dissolution parlementaire décidée par Emmanuel Macron. |

## Historique des élections

### Élections de 1988
| Candidat           | Candidat             | Parti          | Premier tour | Premier tour | Second tour | Second tour |  |
| Candidat           | Candidat             | Parti          | Voix         | %            | Voix        | %           |  |
| ------------------ | -------------------- | -------------- | ------------ | ------------ | ----------- | ----------- |  |
|                    | Henri d'Attilio élu  | PS             | 16 925       | 32,05        | 30 842      | 55,87       |  |
|                    | Jean-Pierre Stirbois | FN             | 13 635       | 25,82        | 24 363      | 44,13       |  |
|                    | Laurens Deleuil      | UDF (PR) (URC) | 13 091       | 24,79        | Retrait     | Retrait     |  |
|                    | Maurice Guiou        | PCF            | 8 450        | 16,00        |             |             |  |
|                    | William Escrig       | Divers droite  | 686          | 1,30         |             |             |  |
|                    | Denis Hoarau         | Extrême gauche | 14           | 0,03         |             |             |  |
|                    |                      |                |              |              |             |             |  |
| Inscrits           | Inscrits             | Inscrits       | 79 789       | 100,00       | 79 782      | 100,00      |  |
| Abstentions        | Abstentions          | Abstentions    | 26 219       | 32,86        | 22 191      | 27,81       |  |
| Votants            | Votants              | Votants        | 53 570       | 67,14        | 57 591      | 72,19       |  |
| Blancs et nuls     | Blancs et nuls       | Blancs et nuls | 769          | 1,44         | 2 386       | 4,14        |  |
| Exprimés           | Exprimés             | Exprimés       | 52 801       | 98,56        | 55 205      | 95,86       |  |
| Source : Data.gouv |                      |                |              |              |             |             |  |

Serge Andréoni, médecin du travail, adjoint au maire de Berre-l'Étang, était le suppléant d'Henri d'Attilio.

### Élections législatives de 1993
| Candidat       | Candidat                      | Parti          | Premier tour | Premier tour | Second tour | Second tour |  |
| Candidat       | Candidat                      | Parti          | Voix         | %            | Voix        | %           |  |
| -------------- | ----------------------------- | -------------- | ------------ | ------------ | ----------- | ----------- |  |
|                | Bruno Mégret                  | FN             | 16 041       | 27,53        | 28 711      | 49,53       |  |
|                | Henri d'Attilio sortant réélu | PS (ADFP)      | 11 282       | 19,36        | 29 255      | 50,47       |  |
|                | Raymond Lecler                | RPR (UPF)      | 10 686       | 18,34        |             |             |  |
|                | Georges Rosso                 | PCF            | 7 277        | 12,49        |             |             |  |
|                | Laurens Deleuil               | diss. UDF      | 6 194        | 10,63        |             |             |  |
|                | Michel Botella                | GÉ (EÉ)        | 4 914        | 8,43         |             |             |  |
|                | Serge Daumas                  | Extrême gauche | 1 876        | 3,22         |             |             |  |
|                |                               |                |              |              |             |             |  |
| Inscrits       | Inscrits                      | Inscrits       | 87 063       | 100,00       | 87 454      | 100,00      |  |
| Abstentions    | Abstentions                   | Abstentions    | 26 173       | 30,06        | 24 375      | 27,87       |  |
| Votants        | Votants                       | Votants        | 60 890       | 69,94        | 63 079      | 72,13       |  |
| Blancs et nuls | Blancs et nuls                | Blancs et nuls | 2 620        | 4,3          | 5 113       | 8,11        |  |
| Exprimés       | Exprimés                      | Exprimés       | 58 270       | 95,7         | 57 966      | 91,89       |  |

Georges Batiget, conseiller général, maire de Rognac était le suppléant d'Henri d'Attilio.

### Élections de 1997
| Candidat       | Candidat                      | Parti             | Premier tour | Premier tour | Second tour | Second tour |  |
| Candidat       | Candidat                      | Parti             | Voix         | %            | Voix        | %           |  |
| -------------- | ----------------------------- | ----------------- | ------------ | ------------ | ----------- | ----------- |  |
|                | Bruno Mégret                  | FN                | 22 353       | 35,45        | 29 921      | 45,89       |  |
|                | Henri d'Attilio sortant réélu | PS                | 19 558       | 31,02        | 35 276      | 54,11       |  |
|                | Christian Rossi               | RPR               | 8 203        | 13,01        |             |             |  |
|                | Alain Hayot                   | PCF               | 6 860        | 10,88        |             |             |  |
|                | Christine Paredes             | GÉ                | 1 852        | 2,94         |             |             |  |
|                | Guy Tomasi                    | Divers écologiste | 1 095        | 1,74         |             |             |  |
|                | Marcel Chatton                | Divers droite     | 1 050        | 1,67         |             |             |  |
|                | Roland D'Humieres             | LDI (MPF)         | 698          | 1,11         |             |             |  |
|                | Thierry Athuyt                | US4J              | 504          | 0,8          |             |             |  |
|                | Simone Edery                  | Divers droite     | 300          | 0,48         |             |             |  |
|                | Raimond Verrieux              | IR                | 273          | 0,43         |             |             |  |
|                | Jean-Pierre Jacob             | UDF               | 185          | 0,29         |             |             |  |
|                | Élisabeth Salvaresi           | Extrême gauche    | 83           | 0,13         |             |             |  |
|                | Richard Maccotta              | Extrême gauche    | 38           | 0,06         |             |             |  |
|                |                               |                   |              |              |             |             |  |
| Inscrits       | Inscrits                      | Inscrits          | 91 858       | 100,00       | 91 850      | 100,00      |  |
| Abstentions    | Abstentions                   | Abstentions       | 26 748       | 29,12        | 22 754      | 24,77       |  |
| Votants        | Votants                       | Votants           | 65 110       | 70,88        | 69 096      | 75,23       |  |
| Blancs et nuls | Blancs et nuls                | Blancs et nuls    | 2 058        | 3,16         | 3 899       | 5,64        |  |
| Exprimés       | Exprimés                      | Exprimés          | 63 052       | 96,84        | 65 197      | 94,36       |  |

Le suppléant de Henri d'Attilio était Vincent Burroni, agent de maitrise de l'industrie pétrochimique, conseiller régional, adjoint au maire de Châteauneuf-les-Martigues. Vincent Burroni remplaça Henri d'Attilio, nommé en mission, du 11 août 1998 au 18 juin 2002.

### Élections de 2002
| Candidat       | Candidat                | Parti                      | Premier tour | Premier tour | Second tour | Second tour |  |
| Candidat       | Candidat                | Parti                      | Voix         | %            | Voix        | %           |  |
| -------------- | ----------------------- | -------------------------- | ------------ | ------------ | ----------- | ----------- |  |
|                | Vincent Burroni sortant | PS                         | 17 455       | 28,42        | 23 879      | 44,77       |  |
|                | Éric Diard élu          | UMP                        | 15 882       | 25,86        | 29 457      | 55,23       |  |
|                | Bruno Mégret            | MNR                        | 11 412       | 18,58        |             |             |  |
|                | Claude Bourge           | FN                         | 8 139        | 13,25        |             |             |  |
|                | Claudine Sejourne       | Divers droite (Maj. prés.) | 1 180        | 1,92         |             |             |  |
|                | René Agarrat            | LCR                        | 1 055        | 1,72         |             |             |  |
|                | Jean-Pierre Jacob       | UDF                        | 873          | 1,42         |             |             |  |
|                | Daniel Bichel           | LT-LNÉ                     | 838          | 1,36         |             |             |  |
|                | Michel Herrero          | CPNT                       | 838          | 1,36         |             |             |  |
|                | Said Merabti            | Divers gauche              | 726          | 1,18         |             |             |  |
|                | Christian Lecat         | LO                         | 623          | 1,01         |             |             |  |
|                | Jacques Tron            | Divers droite              | 611          | 0,99         |             |             |  |
|                | Jean-Marie Perez        | Extrême droite             | 559          | 0,91         |             |             |  |
|                | Dorisse Etheve          | Divers écologiste          | 454          | 0,74         |             |             |  |
|                | Jean-Marie Sabatier     | MÉI                        | 315          | 0,51         |             |             |  |
|                | Xavier Lopez            | GÉ                         | 265          | 0,43         |             |             |  |
|                | Simon Costa             | PT                         | 123          | 0,2          |             |             |  |
|                | Odile Pierrefeu De      | Divers                     | 60           | 0,01         |             |             |  |
|                |                         |                            |              |              |             |             |  |
| Inscrits       | Inscrits                | Inscrits                   | 100 030      | 100,00       | 100 029     | 100,00      |  |
| Abstentions    | Abstentions             | Abstentions                | 37 297       | 37,29        | 43 641      | 43,63       |  |
| Votants        | Votants                 | Votants                    | 62 733       | 62,71        | 56 388      | 56,37       |  |
| Blancs et nuls | Blancs et nuls          | Blancs et nuls             | 1 325        | 2,11         | 3 052       | 5,41        |  |
| Exprimés       | Exprimés                | Exprimés                   | 61 408       | 97,89        | 53 336      | 94,59       |  |

Le suppléant d'Eric Diard était René Gimet, maire de Saint-Chamas.

### Élections de 2007
|                | Éric Diard sortant réélu | UMP            | 30 069  | 50,49  |  |  |  |
|                | Jean-Claude Denjean      | PS             | 12 974  | 21,78  |  |  |  |
|                | Gérald Gérin             | FN             | 4 398   | 7,38   |  |  |  |
|                | Suzanne Catelin          | PCF            | 3 350   | 5,62   |  |  |  |
|                | William Carrulla         | UDF–MoDem      | 2 776   | 4,66   |  |  |  |
|                | Christophe Barnier       | LCR            | 1 235   | 2,07   |  |  |  |
|                | Bruno Mégret             | MNR            | 1 212   | 2,03   |  |  |  |
|                | Julien Zloch             | Les Verts      | 909     | 1,53   |  |  |  |
|                | Christophe Pistoresi     | LT-LNÉ         | 805     | 1,35   |  |  |  |
|                | Marie-Laure Scifo        | CPNT           | 598     | 1      |  |  |  |
|                | Said Merabti             | Divers gauche  | 442     | 0,74   |  |  |  |
|                | Christian Lecat          | LO             | 322     | 0,54   |  |  |  |
|                | Jean-Claude Ruder        | Divers         | 279     | 0,47   |  |  |  |
|                | Jean-Claude Marie        | Divers         | 135     | 0,23   |  |  |  |
|                | Patrick Richard          | Divers droite  | 55      | 0,09   |  |  |  |
|                |                          |                |         |        |  |  |  |
| Inscrits       | Inscrits                 | Inscrits       | 109 083 | 100,00 |  |  |  |
| Abstentions    | Abstentions              | Abstentions    | 48 356  | 44,33  |  |  |  |
| Votants        | Votants                  | Votants        | 60 727  | 55,67  |  |  |  |
| Blancs et nuls | Blancs et nuls           | Blancs et nuls | 1 168   | 1,92   |  |  |  |
| Exprimés       | Exprimés                 | Exprimés       | 59 559  | 98,08  |  |  |  |

La suppléante d'Eric Diard était Marie-Lise Guinet, adjointe au maire de Saint-Chamas.

### Élections de 2012
| Candidat       | Candidat              | Parti                | Premier tour | Premier tour | Second tour | Second tour |  |
| Candidat       | Candidat              | Parti                | Voix         | %            | Voix        | %           |  |
| -------------- | --------------------- | -------------------- | ------------ | ------------ | ----------- | ----------- |  |
|                | Éric Diard sortant    | UMP                  | 13 968       | 28,11        | 18 381      | 36,60       |  |
|                | Vincent Burroni élu   | PS                   | 13 597       | 27,36        | 18 754      | 37,34       |  |
|                | Paul Cupolati         | RBM (FN)             | 13 257       | 26,68        | 13 089      | 26,06       |  |
|                | Jean-Claude Labranche | FG (GU) (PCF)        | 3 528        | 7,10         |             |             |  |
|                | Patrick Viloria       | Divers droite        | 2 311        | 4,65         |             |             |  |
|                | Pierre Souvet         | EÉLV                 | 1 291        | 2,60         |             |             |  |
|                | Alde Vinci            | PDF                  | 455          | 0,92         |             |             |  |
|                | Jérôme Ravenet        | LT-LNÉ               | 439          | 0,88         |             |             |  |
|                | Corinne Avedissian    | AÉI                  | 326          | 0,66         |             |             |  |
|                | André Boye            | DLR                  | 237          | 0,48         |             |             |  |
|                | François Roche        | LO                   | 190          | 0,38         |             |             |  |
|                | Faouzi Djedou-Benabid | Divers (Néant total) | 84           | 0,17         |             |             |  |
|                | Benjamin Durand       | diss. PS             | 14           | 0,03         |             |             |  |
|                |                       |                      |              |              |             |             |  |
| Inscrits       | Inscrits              | Inscrits             | 89 006       | 100,00       | 89 006      | 100,00      |  |
| Abstentions    | Abstentions           | Abstentions          | 38 641       | 43,41        | 38 006      | 42,7        |  |
| Votants        | Votants               | Votants              | 50 365       | 56,59        | 51 000      | 57,3        |  |
| Blancs et nuls | Blancs et nuls        | Blancs et nuls       | 668          | 1,33         | 776         | 1,52        |  |
| Exprimés       | Exprimés              | Exprimés             | 49 697       | 98,67        | 50 224      | 98,48       |  |

La suppléante de Vincent Burroni était Pascale Morbelli, fonctionnaire, adjointe au maire de Vitrolles.

### Élections de 2017
|                                                                                   | |                           |                           |                          |                          |
|                                                                                   | | Premier tour 11 juin 2017 | Premier tour 11 juin 2017 | Second tour 18 juin 2017 | Second tour 18 juin 2017 |
|                                                                                   | |                           |                           |                          |                          |
|                                                                                   | | Nombre                    | % des inscrits            | Nombre                   | % des inscrits           |
| Inscrits                                                                          | Inscrits | 92 158                    | 100,00                    | 92 158                   | 100,00                   |
| Abstentions                                                                       | Abstentions | 51 617                    | 56,01                     | 58 386                   | 63,35                    |
| Votants                                                                           | Votants | 40 541                    | 43,99                     | 33 772                   | 36,65                    |
|                                                                                   | |                           | % des votants             |                          | % des votants            |
| Bulletins blancs                                                                  | Bulletins blancs | 589                       | 1,45                      | 2 747                    | 8,13                     |
| Bulletins nuls                                                                    | Bulletins nuls | 124                       | 0,31                      | 668                      | 1,98                     |
| Suffrages exprimés                                                                | Suffrages exprimés | 39 828                    | 98,24                     | 30 357                   | 89,89                    |
|                                                                                   | |                           |                           |                          |                          |
| Candidat Étiquette politique (partis et alliances)                                | Candidat Étiquette politique (partis et alliances) | Voix                      | % des exprimés            | Voix                     | % des exprimés           |
|                                                                                   | |                           |                           |                          |                          |
|                                                                                   | Éric Diard Les Républicains (Union des démocrates et indépendants)                                                                                           | 9 819                     | 24,65                     | 18 861                   | 62,13                    |
|                                                                                   | Camille Bal La République en marche | 9 428                     | 23,67                     | 11 496                   | 37,87                    |
|                                                                                   | Jean-Lin Lacapelle Front national | 8 706                     | 21,86                     |                          |                          |
|                                                                                   | Damien Merono La France insoumise | 4 044                     | 10,15                     |                          |                          |
|                                                                                   | Jacques Clostermann Extrême droite (Union des patriotes - Comités Jeanne - Parti de la France - Civitas - Souveraineté, identité et libertés - Ligue du Sud) | 1 892                     | 4,75                      |                          |                          |
|                                                                                   | Laurence Jouanaud Parti communiste français | 1 734                     | 4,35                      |                          |                          |
|                                                                                   | Isabelle Rovarino Parti socialiste | 1 263                     | 3,17                      |                          |                          |
|                                                                                   | Nathalie Sirben Europe Écologie Les Verts | 1 031                     | 2,59                      |                          |                          |
|                                                                                   | Angela Lavergne Écologiste (Mouvement écologiste indépendant - Le Trèfle - Mouvement hommes animaux nature)                                                  | 606                       | 1,52                      |                          |                          |
|                                                                                   | Gérard Faissal Debout la France | 513                       | 1,29                      |                          |                          |
|                                                                                   | Fat Derdour Divers | 290                       | 0,73                      |                          |                          |
|                                                                                   | Virginie Petiot Divers (Union populaire républicaine) | 193                       | 0,48                      |                          |                          |
|                                                                                   | Jean-Yves Rosiod Divers (Parti du vote blanc) | 157                       | 0,39                      |                          |                          |
|                                                                                   | François Roche Lutte ouvrière | 152                       | 0,38                      |                          |                          |
| Source : Ministère de l'Intérieur - Douzième circonscription des Bouches-du-Rhône | |                           |                           |                          |                          |

Le suppléant d'Eric Diard était Eric Le Disses, maire de Marignane.

### Élections de 2022
Les élections législatives françaises de 2022 ont lieu les dimanches 12 et 19 juin 2022.
| Résultats des élections législatives des 12 et 19 juin 2022 de la 12e circonscription des Bouches-du-Rhône |                          |                          |                          |              |              |             |             |
| Candidat                                                                                                   | Candidat                 | Parti et coalition       | Nuance                   | Premier tour | Premier tour | Second tour | Second tour |
| Candidat                                                                                                   | Candidat                 | Parti et coalition       | Nuance                   | Voix         | %            | Voix        | %           |
| | Franck Allisio           | RN                       | RN                       | 13 921       | 36,28        | 19 175      | 51,37       |
| | Éric Diard               | LR (UDC)                 | LR                       | 11 429       | 29,78        | 18 154      | 48,63       |
| | Isabelle Chauvin         | LFI (NUPES)              | NUP                      | 7 339        | 19,12        |             |             |
| | Jacques Clostermann      | VIA                      | REC                      | 2 231        | 6,13         |             |             |
| | Audrey Castanet          | UNE (TUPV)               | ECO                      | 1 298        | 3,38         |             |             |
| | Faouzi Djedou            | DVG (FGR)                | DVG                      | 621          | 1,62         |             |             |
| | Stéphane Ribeiro         | EAC                      | ECO                      | 583          | 1,52         |             |             |
| | Hervé Delespaul          | DLF (UPF)                | DSV                      | 538          | 1,40         |             |             |
| | François Roche           | LO                       | DXG                      | 295          | 0,77         |             |             |
| Votes valides                                                                                              | Votes valides            | Votes valides            | Votes valides            | 38 375       | 97,67        | 37 329      | 94,81       |
| Votes blancs                                                                                               | Votes blancs             | Votes blancs             | Votes blancs             | 735          | 1,87         | 1 633       | 4,15        |
| Votes nuls                                                                                                 | Votes nuls               | Votes nuls               | Votes nuls               | 181          | 0,46         | 410         | 1,04        |
| Total | Total                    | Total                    | Total                    | 39 291       | 100          | 39 372      | 100         |
| Abstention                                                                                                 | Abstention               | Abstention               | Abstention               | 55 422       | 58,52        | 55 338      | 58,43       |
| Inscrits / participation                                                                                   | Inscrits / participation | Inscrits / participation | Inscrits / participation | 94 713       | 41,48        | 94 710      | 41,57       |

La suppléante de Franck Allisio était Paulette Alarcon, conseillère municipale de Marignane.

### Élections de 2024
Les élections législatives françaises de 2024 ont lieu le 30 juin 2024 et le 7 juillet 2024.
| Candidat                 | Candidat                 | Parti et coalition       | Nuance                   | Premier tour | Premier tour |
| Candidat                 | Candidat                 | Parti et coalition       | Nuance                   | Voix         | %            |
| ------------------------ | ------------------------ | ------------------------ | ------------------------ | ------------ | ------------ |
|                          | Franck Allisio           | RN                       | RN                       | 33 086       | 54,07        |
|                          | Maryline Czurka          | PS (NFP)                 | UG                       | 14 746       | 24,10        |
|                          | Axel Breton              | MoDem (ENS)              | ENS                      | 8 508        | 13,90        |
|                          | Maxime Aghemo            | LR                       | LR                       | 3 456        | 5,65         |
|                          | Raymonde Zini            | REC                      | REC                      | 836          | 1,37         |
|                          | François Roche           | LO                       | EXG                      | 561          | 0,92         |
|                          |                          |                          |                          |              |              |
| Suffrages exprimés       | Suffrages exprimés       | Suffrages exprimés       | Suffrages exprimés       | 61 193       | 97,41        |
| Votes blancs             | Votes blancs             | Votes blancs             | Votes blancs             | 1 296        | 2,06         |
| Votes nuls               | Votes nuls               | Votes nuls               | Votes nuls               | 330          | 0,53         |
| Total                    | Total                    | Total                    | Total                    | 62 819       | 100          |
| Abstention               | Abstention               | Abstention               | Abstention               | 32 546       | 34,13        |
| Inscrits / participation | Inscrits / participation | Inscrits / participation | Inscrits / participation | 95 365       | 65,87        |

Le suppléant de Franck Allisio est Eric Le Disses, maire de Marignane.